# 14600 Gainsbourg
A 14600 Gainsbourg (ideiglenes jelöléssel (14600) 1998 SG73) a Naprendszer kisbolygóövében található aszteroida. Eric Walter Elst fedezte fel 1998. szeptember 21-én.